# Горішня Кула
Горішня Ку́ла (болг. Горна кула) — село в Кирджалійській області Болгарії. Входить до складу общини Крумовград.

## Населення
За даними перепису населення 2011 року у селі проживали 327 осіб, з них 316 осіб (99,1%) — турки.
Розподіл населення за віком у 2011 році:
Динаміка населення: